# Museum Ridder Smidt van Gelder

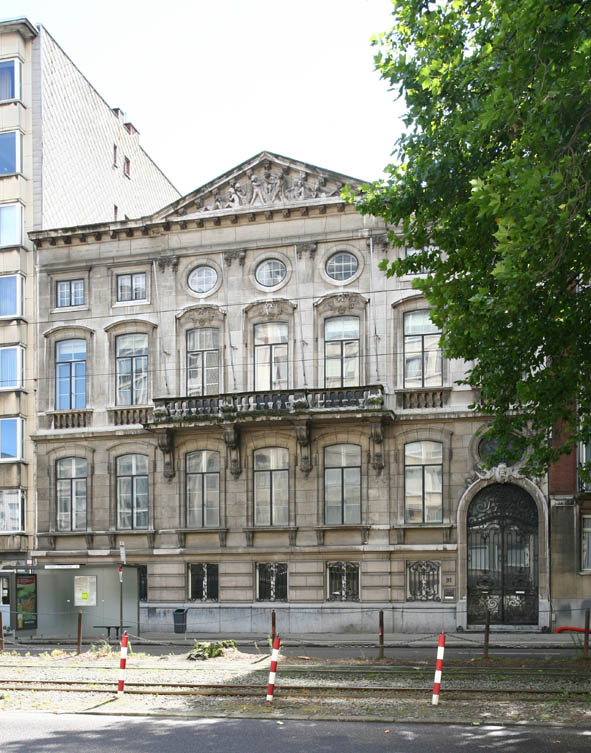
Het oorspronkelijke Hotel Thys aan de Belgiëlei

Het voormalig Museum Ridder Smidt van Gelder was een op de Belgiëlei in Antwerpen gehuisvest museum dat de privécollectie toonde van Pieter Smidt van Gelder (1878-1956).

## Collectie
De collectie bestaat uit een allegaartje van meubelen, schilderijen, bibliofiele boeken, keramiek, porselein en glas. In 1949 werd het museum overgedragen aan de stad Antwerpen en het jaar erop opende het zijn deuren voor bezoekers. Na de sluiting werd de collectie overgebracht naar een depot en sporadisch worden delen tentoongesteld in andere musea. De collectie kostbare boekbanden was al in 1964 overgedragen aan de Antwerpse Stadsbibliotheek.
Sinds 2000 vormt het museum één samenwerkingsverband, "De Kunstmusea", met het Museum Mayer van den Bergh en het Rubenshuis.

## Gebouw
Het gebouw waarin het museum was gevestigd, werd in 1905 verbouwd tot stadspaleis Hotel Thys in opdracht van de Antwerpse bankier en zakenman Edouard Thys-Cateaux (1868-1914). De belle-époque-woning werd ontworpen door de bekende architect Joseph Hertogs met een interieur in 18e-eeuwse stijl.
Pieter Smidt van Gelder kocht het gebouw in 1937 en kon het zo nipt van de sloop redden. Hij bracht er zijn grote kunstverzameling in onder en woonde er ook. In 1949 schonk hij het gebouw aan de stad Antwerpen, op voorwaarde dat hij er mocht blijven wonen tot aan zijn dood. In 1950 werd het geopend als museum.
In 1987 was het gebouw in verval geraakt en sloot het na een brand op 2 februari. Het museum zou heropenen in 1993, toen Antwerpen culturele hoofdstad van Europa was. Dit is uiteindelijk niet doorgegaan.
In 2002 werd het gebouw en de tuin door minister Paul Van Grembergen beschermd als monument. In datzelfde jaar werden restauratiewerken aangevat, maar men botste op stabiliteitsproblemen, waarna de werken werden stopgezet. In 2022 werd begonnen aan de restauratie. Deze restauratie werd afgerond in het voorjaar van 2025.